# Good Luck Angel
「Good Luck Angel」(グッド ラック エンジェル)は、UP-BEATの16枚目のシングルである。

## 解説
- 8枚目のアルバム『Pleasure Pleasure』からの先行シングル。
- メンバー以外からの提供となったデビューシングル「Kiss...いきなり天国」とメンバー以外との共作名義を除き、広石武彦以外のメンバー作詞作曲の楽曲が採用された唯一のシングル。

## 収録曲
| 全編曲: UP-BEAT。 |                     |                    |        |         |      |
| #                 | タイトル            | 作詞               | 作曲   | 編曲    | 時間 |
| 1.                | 「Good Luck Angel」 | 岩永凡・柳川英巳   | 岩永凡 | UP-BEAT | 4:33 |
| 2.                | 「FREE TRAIN」      | 広石武彦・柳川英巳 | 岩永凡 | UP-BEAT | 4:18 |